# Тусиль (станция метро)
«Тусиль» (кор. 두실) — подземная станция Пусанского метро на Первой линии.
Она представлена двумя боковыми платформами. Станция обслуживается Пусанской транспортной корпорацией. Расположена в квартале Кусо-дон административного района Кымджон-гу города-метрополии Пусан (Республика Корея). На станции установлены платформенные раздвижные двери.
Станция была открыта 19 июля 1985 года.
Рядом с станцией расположены:
- Пусанская мечеть
- Начальная школа Кусо
- Средняя школа Намсан